# 六順縣
六順縣是雲南省南部所屬的一個縣，總面積6411平方公里，设治於官房地方，民國18年12月設县。1952年人口1.4150萬人。
東與思茅縣接壤，南與車里縣（今景洪縣）毗連，西與瀾滄拉祜族自治縣和西南與勐海縣隔瀾滄江相望，北與景谷傣族彝族自治縣以小黑江為界，東北與普洱哈尼族彝族自治縣相連。縣境內山脈縱橫，地勢西北蜿蜒，為無量山脈南段，北部大蘆山為全縣最高點，海拔2155米，最低點為瀾滄江邊的小橄欖壩(整控)，海拔587米。主要河流有普洱河、南邦河、南雅河、龍潭河、南坑河、大中河、芒蚌河，多自東北流向西南，匯入瀾滄江。
六順縣古為羅陀，台威二部族居住地，又稱六困，在大理國時期為威遠瞼領十二部之二部，元朝屬元江路，明朝屬車里宣慰司十二版納之一的勐拉地，清朝屬思茅廳中甲，民國初年為思普沿邊行政總局(1930年)第八行政區，民國16年(1927年)改為蘆山縣，因與四川省蘆山縣同名，民國18年(1929年)12月7日經省呈國民政府內政部咨復，改為六順縣。民國19年(1930年)整編鄉、保、甲制，編為5鄉1鎮46保382甲，民國27年(1938年)編為5區13鄉1鎮58保541甲，民國34年(1945年)劃為5鄉1鎮44保。
民國38年(1949年)2月，中共勐主支部派李開運為羅正明縣長代行拆秘書到六縣任職。同年7月，中共思普地委派出民工團到六順建政，8月2日成立六順縣臨時人民政府，全縣劃為6個區、39個行政村。1953年3月，將整糯區劃歸西雙版納傣族自治州，7月撤銷六順縣制併入思茅縣。六順縣自1913年設行政分局到1953年撤銷，歷時40年。中華人民共和國建立後，僅存在4年時間。